# Viscom SE

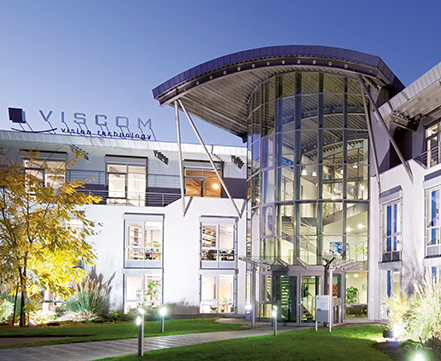

Die Viscom SE ist ein deutscher Hersteller von Prüftechnologien, insbesondere für die automatische optische Inspektion (AOI) und Röntgenprüfung mit Sitz in Hannover. Die Inspektionslösungen finden in der Automobilelektronik, Unterhaltungselektronik, Telekommunikation sowie in der Industrieelektronik Anwendung.

## Geschichte
Viscom wurde 1984 von Martin Heuser und Volker Pape gegründet und entwickelte Software zur Bildverarbeitung. Nach dem Umzug an den heutigen Firmensitz in Hannover-Badenstedt im Jahre 1992 begann die Serienproduktion von Inspektionssystemen für die Elektronikfertigung. 1995 wurde mit der Mikrofokus-Röntgeninspektion und dem weltweit ersten System, das Auflicht- und Röntgeninspektion kombiniert, ein weiteres Standbein aufgebaut. 1998 folgten die Gründung der Niederlassungen in den USA und Singapur sowie der Aufbau eines weltweiten Netzwerkes mit Vertriebsrepräsentanten. 2001 wurde mit der Mikrosysteminspektion ein weiteres Geschäftsfeld erschlossen. Im gleichen Jahr erfolgte die Umwandlung zur AG, bevor Viscom im Mai 2006 an die Börse ging. 2012 entwickelte Viscom die einzigartige XM-Kamerasensorik, die bis heute in den AOI-Systemen zum Einsatz kommt. Rekordumsätze erzielte das Unternehmen im Jahr 2017. Mitbegründer Volker Pape wurde zum 1. Juni 2018 in den Aufsichtsrat gewählt und ernannte Carsten Salewski als neuen Vorstand Vertrieb/Operations.
Die internationale Expansion wurde 2021 mit der Gründung der Niederlassungen in Bangalore, Indien, sowie Huizhou, China, fortgesetzt. 2022 wurde die Exacom GmbH für die Entwicklung und den Vertrieb von Maschinen zur Röntgeninspektion von Batteriezellen gegründet.
Im Jahr 2024 wandelte sich Viscom von einer Aktiengesellschaft deutschen Rechts in eine Europäische Gesellschaft (SE) um.

## Konzernstruktur
Viscom SE unterhält folgende Niederlassungen:
- Viscom France S.A.R.L., Paris, Frankreich
- Viscom Tunisie S.A.R.L., Tunis, Tunesien
- Viscom Inc., Duluth, GA, USA
- Viscom Inc., San José, CA, USA
- Viscom Inc., Austin, TX, USA
- Viscom Inc., Zapopan, Mexiko
- Viscom Machine Vision Pte Ltd., Singapur
- Viscom Machine Vision Trading Co. Ltd., Shanghai, China
- VICN Automated Inspection Technology (Huizhou) Co. Ltd., Huizhou, China
- Viscom Machine Vision (India) Pvt. Ltd., Bangalore, Indien
- Exacom GmbH, Hannover, Deutschland
- Viscom Metallgestaltung GmbH, Langenhagen, Deutschland

Darüber hinaus ist Viscom weltweit mit Applikationszentren und Servicestützpunkten präsent.

## Produkte
Das Produktspektrum der Viscom umfasst sechs Kernbereiche:
- Optische Serienprüfsysteme für die Lotpasteninspektion (3D-SPI), Bestückungskontrolle und Lötstelleninspektion (3D-AOI)
- Röntgeninspektionsysteme für die Lötstelleninspektion von Leiterplatten und massiver, schwerer Leistungselektronik für die Inline-Aufstellung oder manuelle Prüfung (3D-AOI/AXI, MXI)
- Röntgentechnische Sonderprüfsysteme für die zerstörungsfreie Materialprüfung (NDT-Inspektion) und die 3D-Mikrofokus-Computertomografie (µCT)
- Optische und röntgentechnische Drahtbondinspektion
- Schutzlackinspektion
- Röntgensysteme für die Prüfung von Energiespeichern